# Стиљијано Пједе (Мачерата)
Стиљијано Пједе је насеље у Италији у округу Мачерата, региону Марке.
Према процени из 2011. у насељу је живело 53 становника. Насеље се налази на надморској висини од 487 м.